# Cubophis
Cubophis es un género de serpientes de la subfamilia Dipsadinae. Sus especies son endémicas de las Antillas y de las islas del Cisne.

## Especies
Se reconocen las siguientes:
- Cubophis cantherigerus (Bibron, 1843)
- Cubophis caymanus (Garman, 1887)
- Cubophis fuscicauda (Garman, 1888)
- Cubophis ruttyi (Grant, 1941)
- Cubophis vudii (Cope, 1862)